# 藤井直樹
藤井 直樹（ふじい なおき、2000年〈平成12年〉9月18日 - ）は、日本のアイドル、俳優。愛称は、なぁくん。
千葉県出身。STARTO ENTERTAINMENT所属。

## 来歴
ダンスが好きだということもあり自らジャニーズ事務所に応募、オーディションを経て2016年1月23日にジャニーズ事務所に入所。
2016年4月にはClassmate Jのメンバーとして『ジャニーズ銀座2016』に出演した。2016年11月、ジャニーズJr.内ユニット・東京B少年（のちに「Sexy美少年」、「美 少年」に改名）のメンバーに選ばれる。
2024年、舞台『甘美なる誘拐』で舞台単独初主演を務める。
2025年2月16日、美 少年が事実上の解散。藤井は新たに再編されたグループには所属せず、ジュニアとして事務所に残留し、ソロ活動をして行くことが発表された。4月11日、個人XとInstagramアカウントを開設。7月1日にはSTARTO ENTERTAINMENTの公式サイトに個人ページが開設され、ジュニアを卒業した。

## 人物
姉がダンスを始めたのがきっかけで、年長（5歳）から、ヒップホップダンスを習っていた。

## 出演
個人での出演のみ記載。グループとしての出演はClassmate J#出演、美 少年#出演を参照。

### テレビドラマ
- レンタルなんもしない人 第5話・第11話（2020年5月6日・9月23日、テレビ東京） - 神林颯太 役[14][15]
- 真夏の少年〜19452020（2020年7月31日 - 9月18日、テレビ朝日） - 主演・山田明彦 役（美 少年として主演）[16]
- ザ・ハイスクール ヒーローズ（2021年7月31日 - 9月18日、テレビ朝日） - 主演・森村直哉 / ミドヒーロー 役（美 少年で主演）[17][18]
- トモダチゲームR4 第3話 - 最終話（2022年8月6日 - 9月10日、テレビ朝日） - 主演・紫宮京 役（美 少年で主演）[19]
- 春は短し恋せよ男子。（2023年4月25日 - 6月27日、日本テレビ） - 主演・織田偉人 役（美 少年で主演）[20]

### ラジオ
- クリエイターズ・スタジオ with ボカコレ（2024年10月2日 -、JFN系列局） - 水曜パーソナリティ[21]

### 舞台
- 甘美なる誘拐（2024年9月13日 - 16日、シアター1010） - 主演・市岡真二 役[22]
- 恋ひ付喪神ひら（2025年6月6日 - 15日、シアターH） - 主演・古天明平蜘蛛 役[23]
- あの夏、君と出会えて〜幻の甲子園で見た景色〜（2025年8月23日 - 31日〈予定〉、サンシャイン劇場 / 9月6日 - 14日〈予定〉、大阪松竹座 / 9月20日〈予定〉、金沢市文化ホール / 9月23日〈予定〉、広島国際会議場フェニックスホール / 9月26日 - 28日〈予定〉、御園座） - 主演・森下令児 役[24]
- THE GIFT（2025年11月8日 - 21日〈予定〉、I'M A SHOW / 11月28日 - 30日〈予定〉、サンケイホールブリーゼ） - 主演・ルーク・バーンズ 役[25]

### コンサート
- マイナビ サマステライブ2023 俺たちがミライだ!!（2023年8月22日、EX THEATER ROPPONGI） - PAISEN応援隊として出演[26][27]